# Cmentarz żydowski w Niedzicy
Cmentarz żydowski w Niedzicy – znajduje się na południowy wschód od miejscowości, w przysiółku Podgłębokie, na zboczu wzgórza Jędras (709 m n.p.m.), i zajmuje powierzchnię 58 m², na której, pomimo dewastacji z czasów II wojny światowej, zachowało się siedem nagrobków z przełomu XIX i XX wieku. Wykonane są z piaskowca i posiadają inskrypcje w języku hebrajskim.

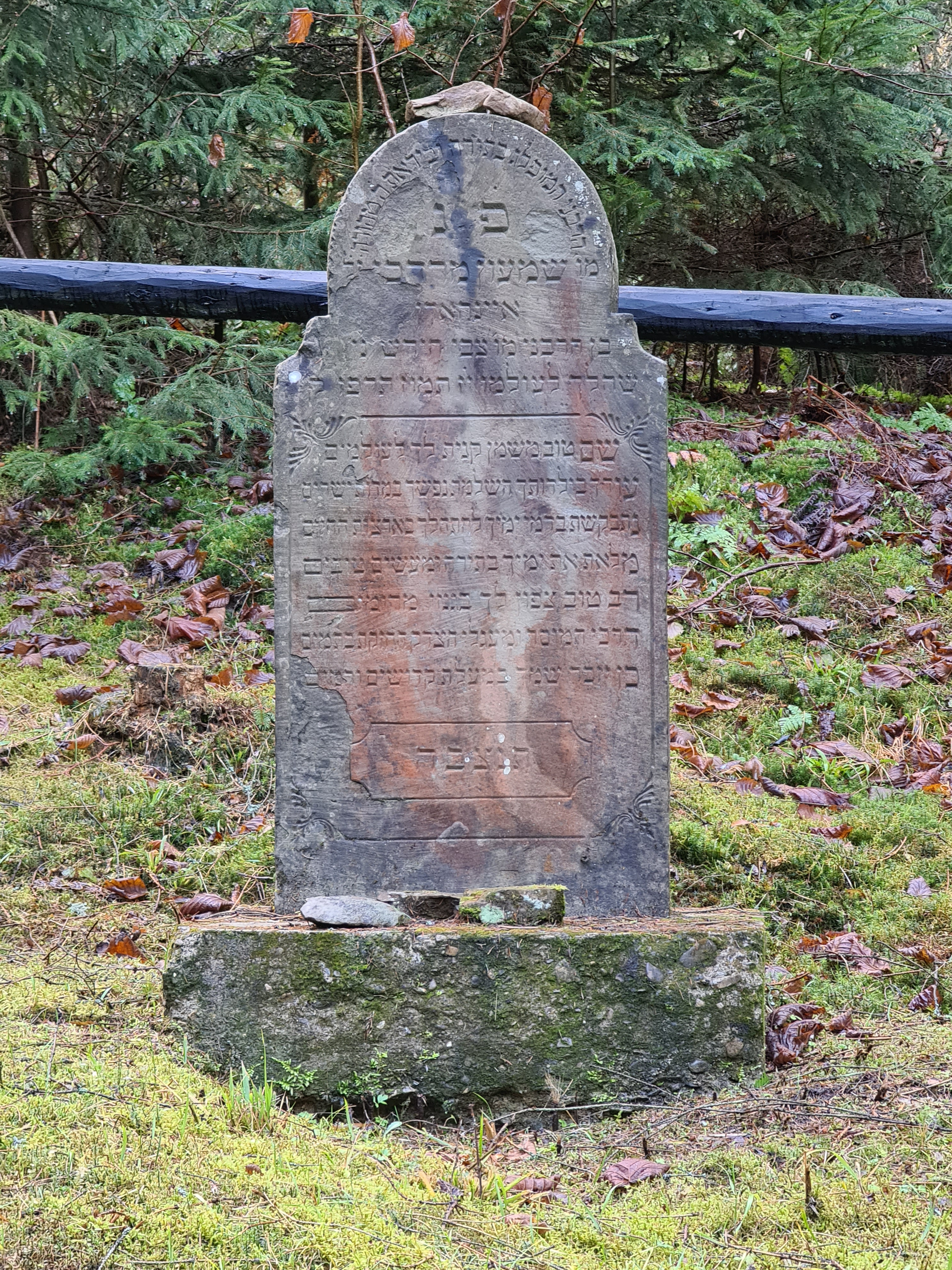
Jedna z macew

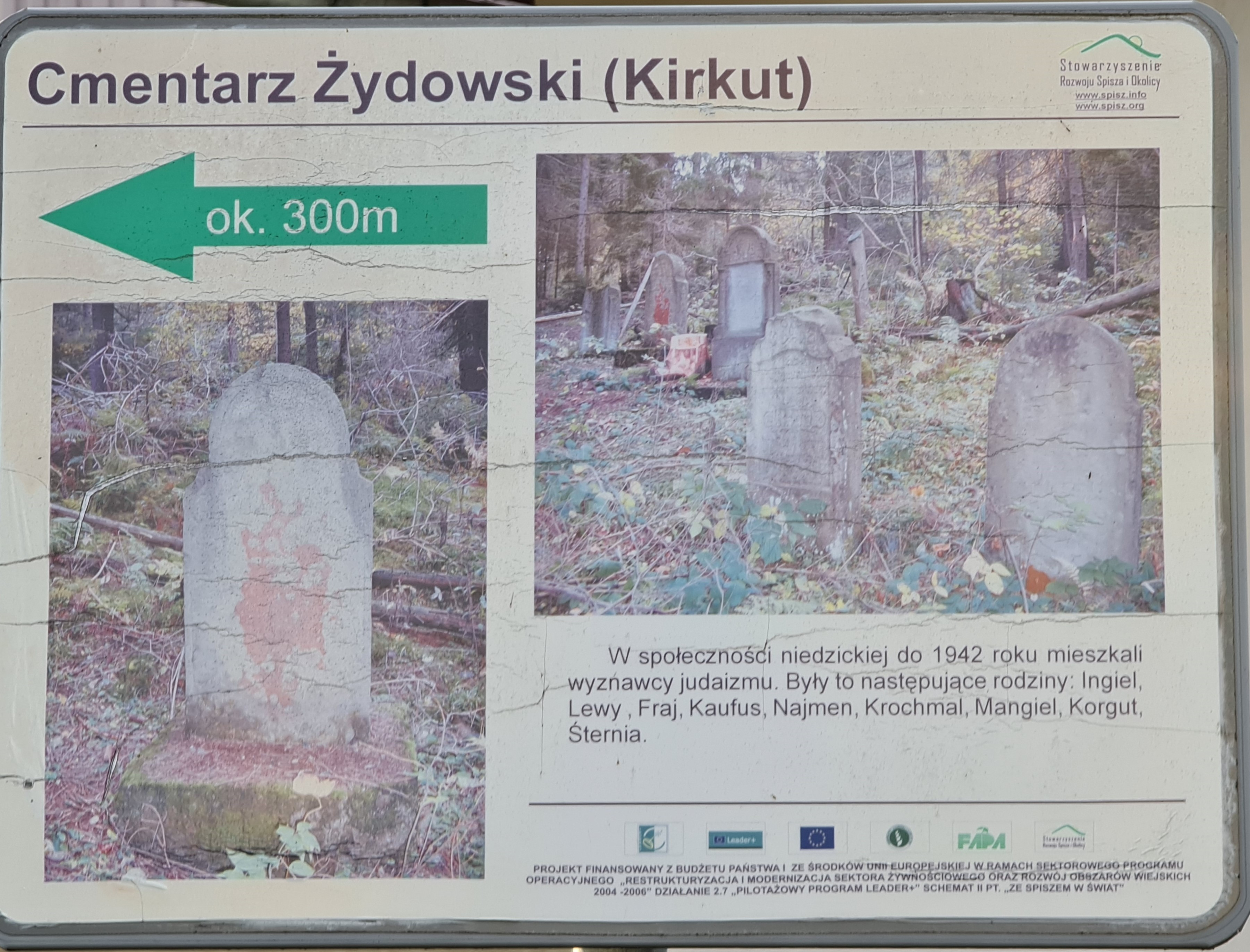
Tablica informacyjna